# Лаас-Гааль
Лаас-Гааль (сом. Laas Geel; укр. Верблюжа криниця) — печерний комплекс у Сомаліленді. Відомий добре збереженими наскельними розписами, одними з найдавніших на півострові Сомалі і одними з найкраще збережених на всьому Африканському континенті.

## Опис
Лас-Гель знаходиться на території невизнаної держави Сомаліленд (офіційно — частина держави Сомалі, що практично розпалася) неподалік від міста Харгейса в горах Нааса-Габлуд. Місцеві мешканці ніколи не звертали уваги на наскельні розписи, і використовували печери виключно, щоб ховатися від негоди.
На стінах печер виявлено численні петрогліфи, що зображують, в основному, корів, а також людей, вовків або домашніх собак та жирафів. Особливо цікаві малюнки корів: у всіх них незвичайні ліроподібні роги, багато з них одягнені в церемоніальний одяг, їх шиї прикрашені якимось панциром.
Датування петрогліфів: від IX—VIII до III тисячоліття до н. е.

## Виявлення
У листопаді-грудні 2002 року Лас-Гель виявила французька експедиція. Вони описали десять неглибоких печер (альковів) з чудово збереженими малюнками на стінах. У 2003 році була організована повторна, більш ґрунтовна, експедиція.
У 2005 році Лас-Гель відвідав англійський телеведучий Саймон Рів, цим печерам була присвячена окрема серія його науково-популярного проекту англ. Places That Don't Exist.

## Галерея

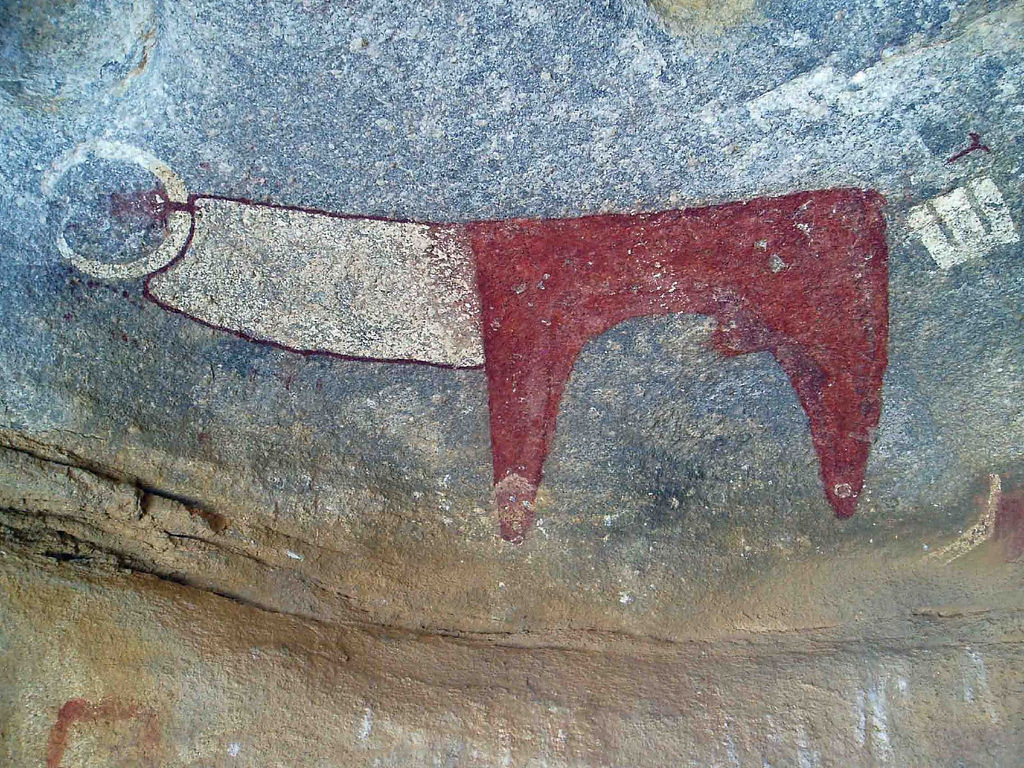
Церемоніальна корова
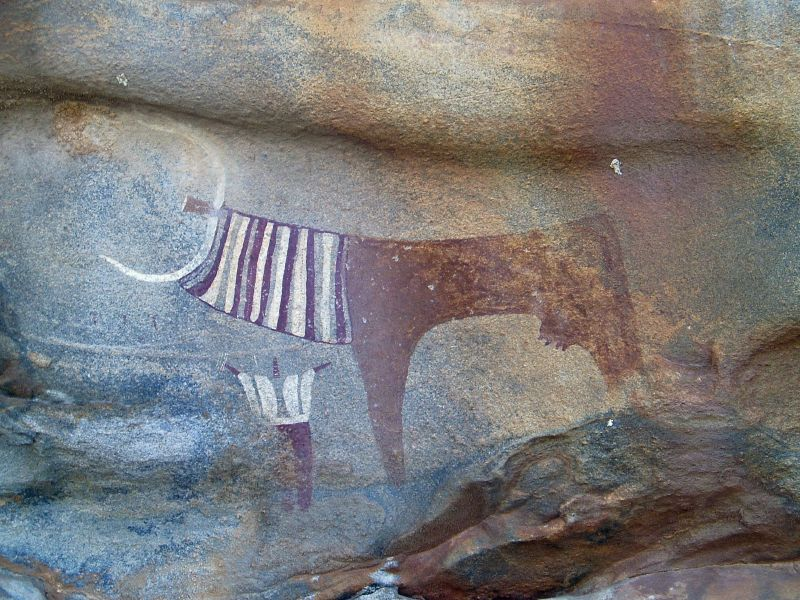
Церемоніальна корова і людина
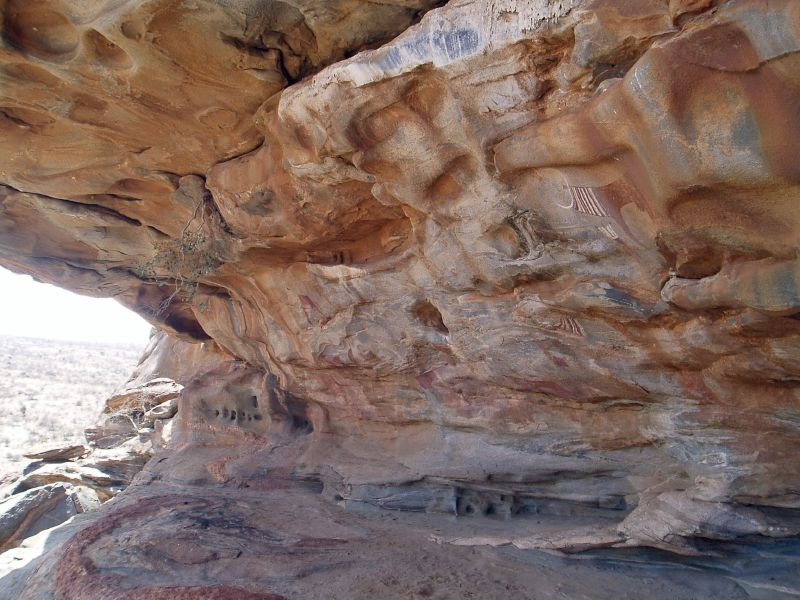
Загальний план цього ж петрогліфа
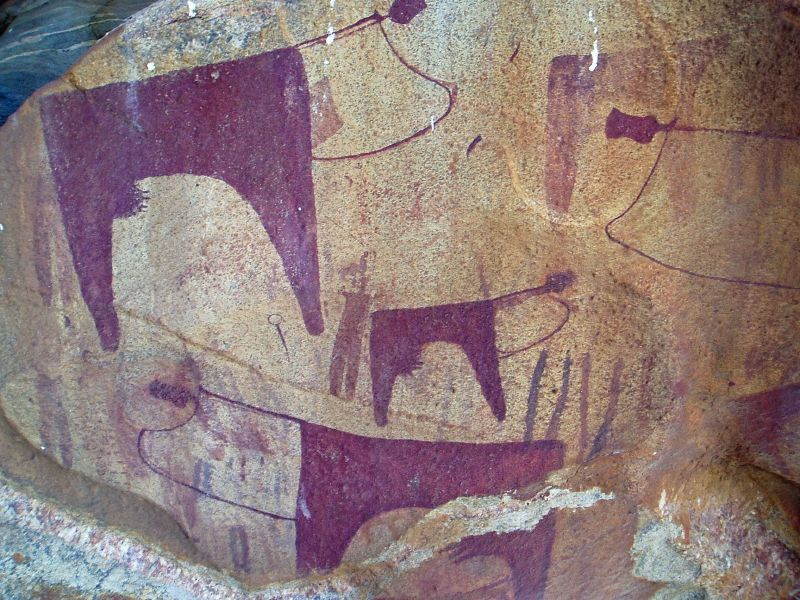
Декілька корів